# Jack Angel
Jack Angel (* 24. Oktober 1930 in Modesto, Kalifornien; † 19. Oktober 2021) war ein US-amerikanischer Schauspieler und Synchronsprecher.

## Leben und Wirken
Angel lebte in der Nähe seines Geburtsortes in Kalifornien. Nach vielen Jahren als Radiomoderator wurde er hauptsächlich durch seine Arbeit als Synchronsprecher bekannt, die er ab 1969 ausübte. In zahlreichen Fernsehserien für Kinder, Videospielen, aber auch in Spielfilmen war seine Stimme zu hören.
Zu seinen bekanntesten Arbeiten zählen bei Spielfilmen Beetlejuice, Roger Rabbit, Arielle, Tarzan, Aladdin, alle drei Teile von Toy Story, Die Monster AG, Cars, Noah und Teddy in A.I. – Künstliche Intelligenz.
Bekannte Animationsserien, denen Angel seine Stimme zur Verfügung gestellt hat, sind u. a. Teenage Mutant Hero Turtles, DuckTales, Die Maske, Ben 10 und die originale Transformers-Serie.
Computerspiele mit seiner Stimme sind u. a. Call of Duty 2, Wolfenstein, The Darkness II, A Bug’s Life, Resident Evil: Operation Raccoon City und Final Fantasy XV.
2012 veröffentlichte Angel zwei Bücher, The Book of Jack (ISBN 1-4582-0389-1) und How to Succeed with Voice-Overs (ISBN 1-4582-0321-2).

## Filmografie (Auswahl)
Angel lieh seine Stimme vielen Charakteren, darunter in:

### Filme
- 1975: Funny Lady
- 1979: Nutcracker Fantasy
- 1979: J-Men Forever
- 1983: Das Bombengeschäft (Deal of the Century)
- 1985: Joey
- 1986: Transformers – Der Kampf um Cybertron (The Transformers: The Movie)
- 1986: Transformers: Die fünf Gesichter der Finsternis (Transformers: Five Faces of Darkness , Fernsehfilm)
- 1986: G.I. Joe: Arise, Serpentor, Arise! (Fernsehfilm)
- 1987: Blondie & Dagwood (Fernsehfilm)
- 1987: G.I. Joe: The Movie (Fernsehfilm)
- 1988: Beetlejuice
- 1988: Falsches Spiel mit Roger Rabbit (Who Framed Roger Rabbit)
- 1989: Arielle, die Meerjungfrau (The Little Mermaid)
- 1990: DuckTales: Der Film – Jäger der verlorenen Lampe (DuckTales: The Movie – Treasure of the Lost Lamp)
- 1991: Die Schöne und das Biest (Beauty and the Beast)
- 1991: Feivel, der Mauswanderer im Wilden Westen (An American Tail: Fievel Goes West)
- 1992: Mom und Dad retten die Welt (Mom and Dad Save the World)
- 1992: Aladdin
- 1995: Toy Story
- 1995: Balto – Ein Hund mit dem Herzen eines Helden (Balto)
- 1996: Der Glöckner von Notre Dame (The Hunchback of Notre Dame)
- 1997: Hercules
- 1998: Das magische Schwert – Die Legende von Camelot (Quest for Camelot)
- 1998: Das große Krabbeln (A Bug’s Life)
- 1998: Der Prinz von Ägypten (The Prince of Egypt)
- 1999: Tarzan
- 1999: Der Gigant aus dem All (The Iron Giant)
- 1999: Toy Story 2
- 2001: Der Schwan mit der Trompete (The Trumpet of the Swan)
- 2001: A.I. – Künstliche Intelligenz (A.I. – Artificial Intelligence)
- 2001: Die Monster AG (Monsters, Inc.)
- 2001: Jimmy Neutron – Der mutige Erfinder (Jimmy Neutron: Boy Genius)
- 2002: Lilo & Stitch
- 2002: Der Schatzplanet (Treasure Planet)
- 2004: Wolf Tracer’s Dinosaur Island
- 2006: Cars
- 2006: Ice Age 2 – Jetzt taut’s (Ice Age: The Meltdown)
- 2008: Horton hört ein Hu! (Horton Hears a Who!)
- 2008: Immigrants – L.A. Dolce Vita
- 2010: Toy Story 3
- 2012: Der Lorax (Dr. Seuss’ The Lorax)
- 2013: Die Monster Uni (Monsters University)
- 2013: Ich – Einfach unverbesserlich 2 (Despicable Me 2)
- 2013: Die Schlümpfe – Eine schön schaurige Schlumpfgeschichte (The Smurfs: The Legend of Smurfy Hollow, Kurzfilm)
- 2014: Noah

### Fernsehserien
- 1977: The All-New Super Friends Hour
- 1978: Challenge of the Superfriends
- 1980–1983: Super Friends
- 1981–1982: Spider-Man 5000 (Spider-Man)
- 1981–1983: Spider-Man und seine außergewöhnlichen Freunde (Spider-Man and his Amazing Friends)
- 1982–1989: Die Schlümpfe (	The Smurfs)
- 1982: Mork vom Ork (Mork & Mindy)
- 1983: The Dukes
- 1984–1985: Voltron
- 1984: Pole Position
- 1985: The Super Powers Team: Galactic Guardians
- 1985: Die Schnorchels (Les Snorky)
- 1986–1988: Crime Story (Fernsehserie, 12 Folgen)
- 1985–1987: Transformers
- 1986: Action Force – Die neuen Helden (G.I. Joe)
- 1987: Unglaubliche Geschichten (Amazing Stories)
- 1987: Saber Rider und die Starsheriffs (Sei Jūshi Bismarck)
- 1987: DuckTales – Neues aus Entenhausen (DuckTales)
- 1987: The Real Ghostbusters
- 1988: Jem
- 1988: Denver, der letzte Dinosaurier (Denver, the Last Dinosaur)
- 1988: Dino-Riders
- 1988: Superman
- 1988–1991: Teenage Mutant Hero Turtles
- 1989: Ring Raiders
- 1990–1991: Käpt’n Balu und seine tollkühne Crew (TaleSpin)
- 1991: Spacecats
- 1991: Wo ist Walter? (Where’s Waldo?)
- 1991–1992: Darkwing Duck
- 1991: Die Legende von Prinz Eisenherz (The Legend of Prince Valiant)
- 1992: Super Dave: Daredevil for Hire
- 1993: All-New Dennis the Menace
- 1993–1994: Bonkers, der listige Luchs von Hollywood (Bonkers)
- 1993: Wild West C.O.W.-Boys of Moo Mesa
- 1995: Space Strikers
- 1996: Casper
- 1996: Quack Pack – Onkel D. und die Boys (Quack Pack)
- 1996: Mortal Kombat: Defenders of the Realm
- 1996: Die Maske (The Mask: The Animated Series)
- 1997: New Spider-Man (Spider-Man)
- 2000: Hey Arnold!
- 2001: Harvey Birdman, Attorney at Law
- 2003: Expedition der Stachelbeeren (The Wild Thornberrys)
- 2005: Grim & Evil
- 2005: Avatar – Der Herr der Elemente (Avatar: The Last Airbender)
- 2006: Ben 10
- 2007: Teenage Robot
- 2010: Cars Toon – Hooks unglaubliche Geschichten (A Cars Toon: Mater’s Tall Tales)
- 2015: Clarence

### Computerspiele
- 1995: Shannara
- 1995: Star Wars: Dark Forces
- 1995: Vollgas
- 1995: The Dark Eye
- 1996: Shattered Steel
- 1997: Outlaws
- 1998: Grim Fandango
- 1998: A Bug’s Life
- 1999: Crusaders of Might and Magic
- 2001: Throne of Darkness
- 2002: Ratchet & Clank
- 2004: EverQuest II
- 2005: Shadow of Rome
- 2005: Killer7
- 2005: Call of Duty 2
- 2006: Auto Assault
- 2006: Dreamfall: The Longest Journey
- 2006: Titan Quest
- 2006: Gothic 3
- 2007: Supreme Commander
- 2007: Pirates of the Caribbean: At World’s End
- 2008: Aion: The Tower of Eternity
- 2009: Watchmen: The End Is Nigh
- 2009: Wolfenstein
- 2010: Toy Story 3: The Video Game
- 2012: The Darkness II
- 2012: Resident Evil: Operation Raccoon City
- 2012: Call of Duty: Black Ops II
- 2013: Die Schlümpfe 2
- 2016: Final Fantasy XV

### Darsteller
- 1999: Deterrence
- 2000: Mörderische Verführung (Crime + Punishment in Suburbia)
- 2008: Scrubs – Die Anfänger (Scrubs)

## Einzelnachweis
1. ↑  G1 Voice Actor Jack Angel (Omega Supreme, Ultra Magnus, Astrotrain & More) Has Passed Away